# Tony Awards 1965
Die Verleihung der 19. Tony Awards 1965 (19th Annual Tony Awards) fand am 13. Juni 1965 im Astor Hotel in New York City statt. Moderatoren der Veranstaltung waren Tom Bosley, Jose Ferrer und Van Johnson. Ausgezeichnet wurden Theaterstücke und Musicals der Saison 1964/65, die am Broadway ihre Erstaufführung hatten. Die Preisverleihung wurde vom Sender WWOR-TV auf Channel 9 im Fernsehen übertragen.

## Hintergrund
Die Antoinette Perry Awards for Excellence in Theatre, oder besser bekannt als Tony Awards, werden seit 1947 jährlich in zahlreichen Kategorien für herausragende Leistungen bei Broadway-Produktionen und -Aufführungen der letzten Theatersaison vergeben. Zusätzlich werden verschiedene Sonderpreise, z. B. der Regional Theatre Tony Award, verliehen. Benannt ist die Auszeichnung nach Antoinette Perry. Sie war 1940 Mitbegründerin des wiederbelebten und überarbeiteten American Theatre Wing (ATW). Die Preise wurden nach ihrem Tod im Jahr 1946 vom ATW zu ihrem Gedenken gestiftet und werden bei einer jährlichen Zeremonie in New York City überreicht.

## Gewinner und Nominierte

### Theaterstücke
| Kategorie                            | Preisträger     | Theaterstück                                                  | Nominierungen |
| Bestes Theaterstück                  | Frank Gilroy    | The Subject Was Roses                                         | - Luv – Murray Schisgal - The Odd Couple – Neil Simon - Tiny Alice – Edward Albee |
| Bester Produzent Theaterstück        | Claire Nichtern | Luv                                                           | - Hume Cronyn, Allen-Hodgdon Inc., Stevens Productions Inc. und Bonfils-Seawell Enterprises – Slow Dance on the Killing Ground - Theatre 1965, Richard Barr und Clinton Wilder – Tiny Alice - Robert Whitehead – Tartuffe |
| Bester Hauptdarsteller Theaterstück  | Walter Matthau  | The Odd Couple als Oscar Madison                              | - John Gielgud in Tiny Alice als Julian - Donald Pleasence in Poor Bitos als Bitos (Robespierre) - Jason Robards in Hughie als "Erie" Smith                                                                               |
| Beste Hauptdarstellerin Theaterstück | Irene Worth     | Tiny Alice als Miss Alice                                     | - Marjorie Rhodes in All in Good Time als Lucy Fitton - Beah Richards in The Amen Corner als Sister Margaret Alexander - Diana Sands in The Owl and the Pussycat als Doris                                                |
| Bester Nebendarsteller Theaterstück  | Jack Albertson  | The Subject Was Roses als John Cleary                         | - Murray Hamilton in Absence of a Cello als Otis Clifton - Martin Sheen in The Subject Was Roses als Timmy Cleary - Clarence Williams III in Slow Dance on the Killing Ground als Randall                                 |
| Beste Nebendarstellerin Theaterstück | Alice Ghostley  | The Sign in Sidney Brustein's Window als Mavis Parodus Bryson | - Rae Allen in Traveller Without Luggage als Juliette - Alexandra Berlin in All in Good Time als Violet Fitton - Carolan Daniels in Slow Dance on the Killing Ground als Rosie                                            |
| Bester Autor Theaterstück            | Neil Simon      | The Odd Couple                                                | - Edward Albee – Tiny Alice - Frank Gilroy – The Subject Was Roses - Murray Schisgal – Luv |
| Beste Theaterregie                   | Mike Nichols    | Luv and The Odd Couple                                        | - William Ball – Tartuffe - Ulu Grosbard – The Subject Was Roses - Alan Schneider – Tiny Alice |

### Musicals
| Kategorie                       | Preisträger                                                             | Musical                                       | Nominierungen |
| Bestes Musical                  | Joseph Stein (Buch), Jerry Bock (Musik) und Sheldon Harnick (Liedtexte) | Fiddler on the Roof                           | - Golden Boy - Half a Sixpence - Oh, What a Lovely War! |
| Bester Produzent Musical        | Harold Prince                                                           | Fiddler on the Roof                           | - Allen-Hodgdon, Stevens Productions Inc. und Harold Fielding – Half a Sixpence - Hillard Elkins – Golden Boy - David Merrick – The Roar of the Greasepaint – The Smell of the Crowd                                                                    |
| Bester Hauptdarsteller Musical  | Zero Mostel                                                             | Fiddler on the Roof als Tevye                 | - Sammy Davis, Jr. in Golden Boy als Joe Wellington - Cyril Ritchard in The Roar of the Greasepaint – The Smell of the Crowd als Sir - Tommy Steele in Half a Sixpence als Arthur Kipps                                                                 |
| Beste Hauptdarstellerin Musical | Liza Minnelli                                                           | Flora the Red Menace als Flora Mezaros        | - Elizabeth Allen in Do I Hear a Waltz? als Leona Samish - Nancy Dussault in Bajour als Emily Kirsten - Inga Swenson in Baker Street as Irene Adler |
| Bester Nebendarsteller Musical  | Victor Spinetti                                                         | Oh, What a Lovely War! als Various Characters | - Jack Cassidy in Fade Out – Fade In als Bryon Prong - James Grout in Half a Sixpence als Chitterlow - Jerry Orbach in Guys and Dolls als Sky Masterson                                                                                                 |
| Beste Nebendarstellerin Musical | Maria Karnilova                                                         | Fiddler on the Roof als Golde                 | - Luba Lisa in I Had a Ball als Addie - Carrie Nye in Half a Sixpence als Helen Walsingham - Barbara Windsor in Oh, What a Lovely War! als Various Characters                                                                                           |
| Bester Autor Musical            | Joseph Stein                                                            | Fiddler on the Roof                           | - Jerome Coopersmith – Baker Street - Beverley Cross – Half a Sixpence - Sidney Michaels – Ben Franklin in Paris |
| Beste Originalmusik             | Jerry Bock (Musik) und Sheldon Harnick (Liedtexte)                      | Fiddler on the Roof                           | - The Roar of the Greasepaint – The Smell of the Crowd – Anthony Newley (Musik) und Leslie Bricusse (Liedtexte) - Half a Sixpence – David Heneker (Musik und Liedtexte) - Do I Hear a Waltz? – Richard Rodgers (Musik) und Stephen Sondheim (Liedtexte) |
| Beste Musicalregie              | Jerome Robbins                                                          | Fiddler on the Roof                           | - Joan Littlewood – Oh, What a Lovely War! - Anthony Newley – The Roar of the Greasepaint – The Smell of the Crowd - Gene Saks – Half a Sixpence |

### Theaterstücke oder Musicals
| Kategorie           | Preisträger       | Theaterstück bzw. Musical            | Nominierungen |
| Bestes Bühnenbild   | Oliver Smith      | Baker Street, Luv und The Odd Couple | - Boris Aronson – Fiddler on the Roof und Incident At Vichy - Sean Kenny – The Roar of the Greasepaint – The Smell of the Crowd - Beni Montresor – Do I Hear a Waltz? |
| Beste Choreographie | Jerome Robbins    | Fiddler on the Roof                  | - Peter Gennaro – Bajour - Donald McKayle – Golden Boy - Onna White – Half a Sixpence                                                                                 |
| Beste Kostüme       | Patricia Zipprodt | Fiddler on the Roof                  | - Jane Greenwood – Tartuffe - Motley – Baker Street - Freddy Wittop – The Roar of the Greasepaint – The Smell of the Crowd                                            |

### Sonderpreise (ohne Wettbewerb)
| Kategorie          | Preisträger    | Grund der Preisverleihung |
| Special Tony Award | Gilbert Miller | Für die Produktion von 88 Theaterstücken und Musicals und für seine Beharrlichkeit, die dazu beigetragen hat, New York und das Theater am Leben zu erhalten. |
| Special Tony Award | Oliver Smith   | |

## Statistik

### Mehrfache Nominierungen
- 10 Nominierungen: Fiddler on the Roof
- 9 Nominierungen: Half a Sixpence
- 6 Nominierungen: The Roar of the Greasepaint – The Smell of the Crowd und Tiny Alice
- 5 Nominierungen: Luv, The Odd Couple und The Subject Was Roses
- 4 Nominierungen: Baker Street, Golden Boy und Oh, What a Lovely War!
- 3 Nominierungen: Do I Hear a Waltz?, Slow Dance on the Killing Ground und Tartuffe
- 2 Nominierungen: All in Good Time und Bajour

### Mehrfache Auszeichnungen
- 9 Gewinne: Fiddler on the Roof
- 4 Gewinne: The Odd Couple
- 3 Gewinne: Luv
- 2 Gewinne: The Subject Was Roses